# Kollektion
|  | For salgsteder for lotterier, se lotterikollektion |
En kollektion er et sæt af beklædningsgenstande og tilbehør inden for mode, der passer sammen i design, stil, snit og farve. 
For en virksomhed, der fremstiller haute couture, er der ganske særlige regler for, hvad en kollektion skal indeholde. Der er typisk tale om en sommer- og vinterkollektion. Her skal kjoler, jakker, bukser etc. passe sammen inden for hver kollektion, således at kunden kan kombinere disse og få et forskelligt udseeende.
Tilbehør betyder i denne sammenhæng tasker, hatte, handsker, smykker, parfume og lignende.
| Mode | Spire Denne artikel om mode er en spire som bør udbygges. Du er velkommen til at hjælpe Wikipedia ved at udvide den. |